# چارلی گریفین
چارلی گریفین (انگلیسی: Charlie Griffin؛ زادهٔ ۲۵ ژوئن ۱۹۷۹) بازیکن فوتبال اهل بریتانیا است.
از باشگاه‌هایی که در آن بازی کرده‌است می‌توان به باشگاه فوتبال چیپنهام تاون، باشگاه فوتبال سایرون‌سستر تاون، باشگاه فوتبال بث سیتی، باشگاه فوتبال سوئیندون تاون، باشگاه فوتبال سالزبری سیتی، باشگاه فوتبال نیوپورت کانتی، باشگاه فوتبال یئوویل تاون، باشگاه فوتبال ووکینگ، باشگاه فوتبال براکلی تاون، باشگاه فوتبال هاوانت و واترلوویل، باشگاه فوتبال گلاستر سیتی، باشگاه فوتبال استیونج، باشگاه فوتبال فارست گرین راورز، و باشگاه فوتبال وایکام واندررز اشاره کرد.